# 钟有时
鍾有時（1991年6月7日—），本名朱思萌，中国女性策展人、紀錄片導演、记者。2019年，發起並舉辦吉隆坡高空國際影展。

## 早年
2010年，大學期間成立動漫工作室，被湖南省文化廳推薦為“國家動漫精品工程”。2014年9月，前往马来西亚林国荣创意科技大学留学。2017年，担任中国—东盟电影节副秘书长助理、统筹。
2019年2月，在美國紐約聯合國總部參加妇女和女童参与科学国际日大會。10月，出席第13屆馬來西亞藝術博覽會開幕式。同年，以發起人身分舉辦吉隆坡高空國際影展，為青年藝術家提供交流展映的平台。2020年6月，第二届吉隆坡高空國際影展在线开幕。

## 個人觀點
鍾有時認為遇到好的題材，有機會一定會嘗試，因為紀錄片賦予的社會價值和意義很重大。

## 紀錄片作品
研究所畢業紀錄片作品關注於馬六甲手工剪纸民间艺术。